# Yasuhiro Hiraoka
Yasuhiro Hiraoka (平岡 康裕 Hiraoka Yasuhiro?, Shizuoka, 23 de mayo de 1986) es un exfutbolista japonés jugaba como defensa.

## Trayectoria

### Clubes
| Club                       | País  | Año       |
| -------------------------- | ----- | --------- |
| Shimizu S-Pulse            | Japón | 2005-2016 |
| Consadole Sapporo (cedido) | Japón | 2008      |
| Vegalta Sendai (cedido)    | Japón | 2016      |
| Vegalta Sendai             | Japón | 2017-2022 |
| Ehime FC                   | Japón | 2023      |